# Лукарелли, Рикардо
Рикардо Самуэль Лукарелли Сантос де Соуза (порт.-браз. Ricardo Samuel Lucarelli Santos de Souza; род. 14 февраля 1992 года, Масейо) — бразильский волейболист, доигровщик национальной сборной, олимпийский чемпион, призёр чемпионата мира.

## Карьера
Первый профессиональный контракт Рикардо Лукарелли подписал в 2010 году с командой бразильской Суперлиги «Минас-Тенис Клубе» из Белу-Оризонти. В том же году стал чемпионом Южной Америки в возрастной категории до 21 года.
В 2012 году в составе своего клуба стал бронзовым призёром чемпионата Бразилии, а через год завоевал серебряные медали, выступая уже в составе «СеСИ-СП» из Сан-Паулу. С 2015 года защищает цвета клуба «ФУнВиК» из Таубате.
В национальной сборной Лукарелли дебютировал в 2011 году, но окончательно закрепиться в её составе смог только после Олимпиады в Лондоне.
В 2013 году, будучи капитаном молодёжной сборной, привел бразильцев к победе на домашнем чемпионате мира, где получил приз самому ценному игроку турнира. В том же году Лукарелли выиграл Чемпионат Южной Америки и Всемирный Кубок чемпионов, при этом уже являясь игроком стартового состава «селесао».
В 2013 и 2014 годах бразильцы дважды становились вице-чемпионами Мировой лиги (уступив в финале России и США соответственно), а Лукарелли дважды входил в символическую сборную турнира, становясь одним из двух лучших доигровщиков. Также бразилец вошел в символическую сборную на чемпионате мира 2014, но его усилий для победы не хватило и сборная Бразилии стала второй, уступив в финальной игре в четырёх сетах полякам.
В 2015 году Лукарелли второй раз стал чемпионом Южной Америки, выиграв в родном для себя городе Масейо.
На домашних Олимпийских играх Рикардо Лукарелли был основным игроком сборной, набрал за весь турнир 93 очка (больше в составе бразильцев набрал только диагональный Уоллес) и по итогам олимпийского турнира стал олимпийским чемпионом и вошел в символическую сборную.
В 2017 году бразильцы вновь стали серебряными призёрами Мировой Лиги, уступив в финальной игре на стадионе Арена Байшада французам в пяти сетах. Несмотря на поражение Лукарелли в третий раз в карьере вошел в символическую сборную турнира.